# وردجا، شهرستان هرجو
وردجا، شهرستان هرجو (به لاتین: Vardja, Harju County) یک روستا در استونی است که در دهستان کوسه واقع شده‌است.